# Pax Christi Vlaanderen
Pax Christi Vlaanderen (Latijn voor Vrede van Christus) is de Vlaamse afdeling van de internationale katholieke vredesbeweging Pax Christi. De vzw, opgericht in 1973, is politiek ongebonden. De organisatie interpelleert politici, voert actie in Vlaanderen en elders in de wereld en informeert burgers, organisaties en media. Ze wil vrede, veiligheid, verzoening en rechtvaardigheid bevorderen vanuit humane waarden, christelijke inspiratie en actieve geweldloosheid.

## Geschiedenis
In 1952 werd de Belgische Pax Christi-afdeling opgericht onder invloed van Les Equipes Populaires (de Waalse Katholieke Werklieden Bond (KWB). In 1972 besloot de Vlaamse werkgroep van Pax Christi België een zelfstandige organisatie te worden om beter aan te sluiten bij de Vlaamse bevolking. Etienne De Jonghe werd de eerste directeur die toen al een jaar actief was als vrijwilliger binnen die Vlaamse werkgroep. In 1978 volgde hij Carel ter Maat op als internationaal secretaris voor Pax Christi International. Na de verzelfstandiging van de Vlaamse werkgroep ontstond Pax Christi Wallonie-Bruxelles, nu BePax geheten.
Sinds 1999 benoemt Pax Christi Vlaanderen elk jaar een Ambassadeur voor de vrede.
Sinds 2020 is Pax Christi Vlaanderen actief op vier werkterreinen:
- Internationale veiligheid & ontwapening (o.a. kernwapenontwapening, stop Killer Robots, een ander defensie- en veiligheidsbeleid)
- Conflictregio's (o.a. Israël-Palestina en Oekraïne/Rusland vanuit het oogpunt van vredesopbouw en internationaal recht)
- Inclusieve samenleving (o.a. een menswaardige en duurzame oplossing voor mensen zonder wettig verblijf en een effectief en humaan strafsysteem met oog voor herstel)
- Vredesspiritualiteit (verdieping en verstilling geïnspireerd op christelijke en andere bronnen rond een geweldloze houding en maatschappelijk onrecht)

### Leiding
| Periode    | Directeur          |
| ---------- | ------------------ |
| 1972-1978  | Etienne De Jonghe  |
| 1978-1985  | Jo Hanssens        |
| 1985-1989  | Anne Vansteelandt  |
| 1989-1993  | Daniel Van Dael    |
| 1993-2001  | Jef Van Hecken     |
| 2001-2009  | Giovanni De Weerd  |
| 2009-2011  | Peter Houlleberghs |
| 2012-2021  | Annemarie Gielen   |
| 2021- 2024 | Stefan Nieuwinckel |
| 2024 -...  | Orry Van De Wauwer |

| Periode   | Voorzitter            |
| --------- | --------------------- |
| 1994-1998 | Katlijn Malfliet      |
| 1999-2004 | Karel Vanspringel     |
| 2004-2013 | Jo Hanssens           |
| 2013-2017 | Michel De Samblanx    |
| 2017-2019 | Hildegarde Vansintjan |
| 2019-     | Wim Vandewiele        |